# 第二次莫斯科—诺夫哥罗德战争
第二次莫斯科—诺夫哥罗德战争（俄语：Московско-новгородская война）是俄罗斯莫斯科大公国和诺夫哥罗德共和国之间的一场军事冲突。冲突始于1471年春天，最終雙方于同年8月11日在科罗斯廷签署科罗斯廷条约。